# Bulbophyllum putidum
Bulbophyllum putidum là một loài phong lan.

## Hình ảnh

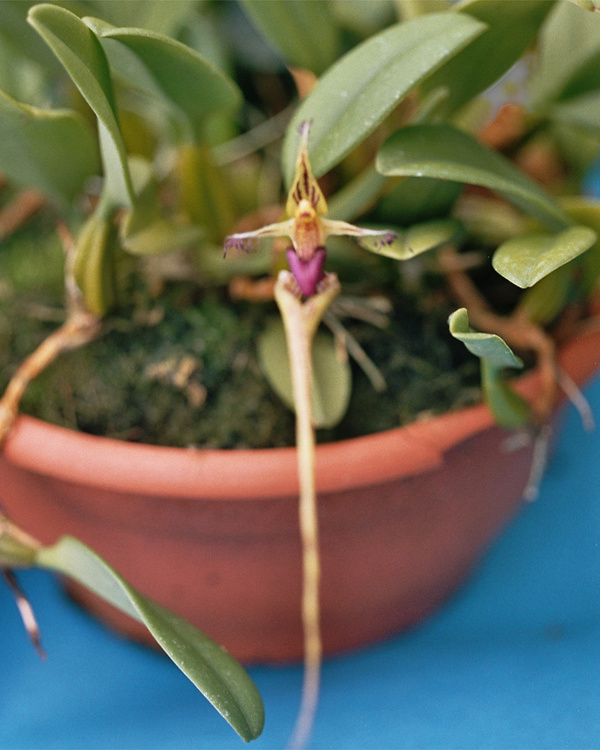
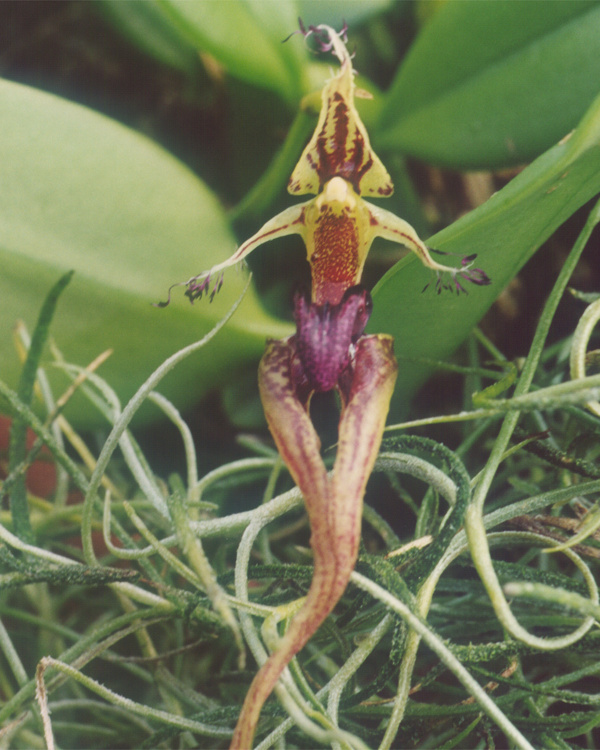
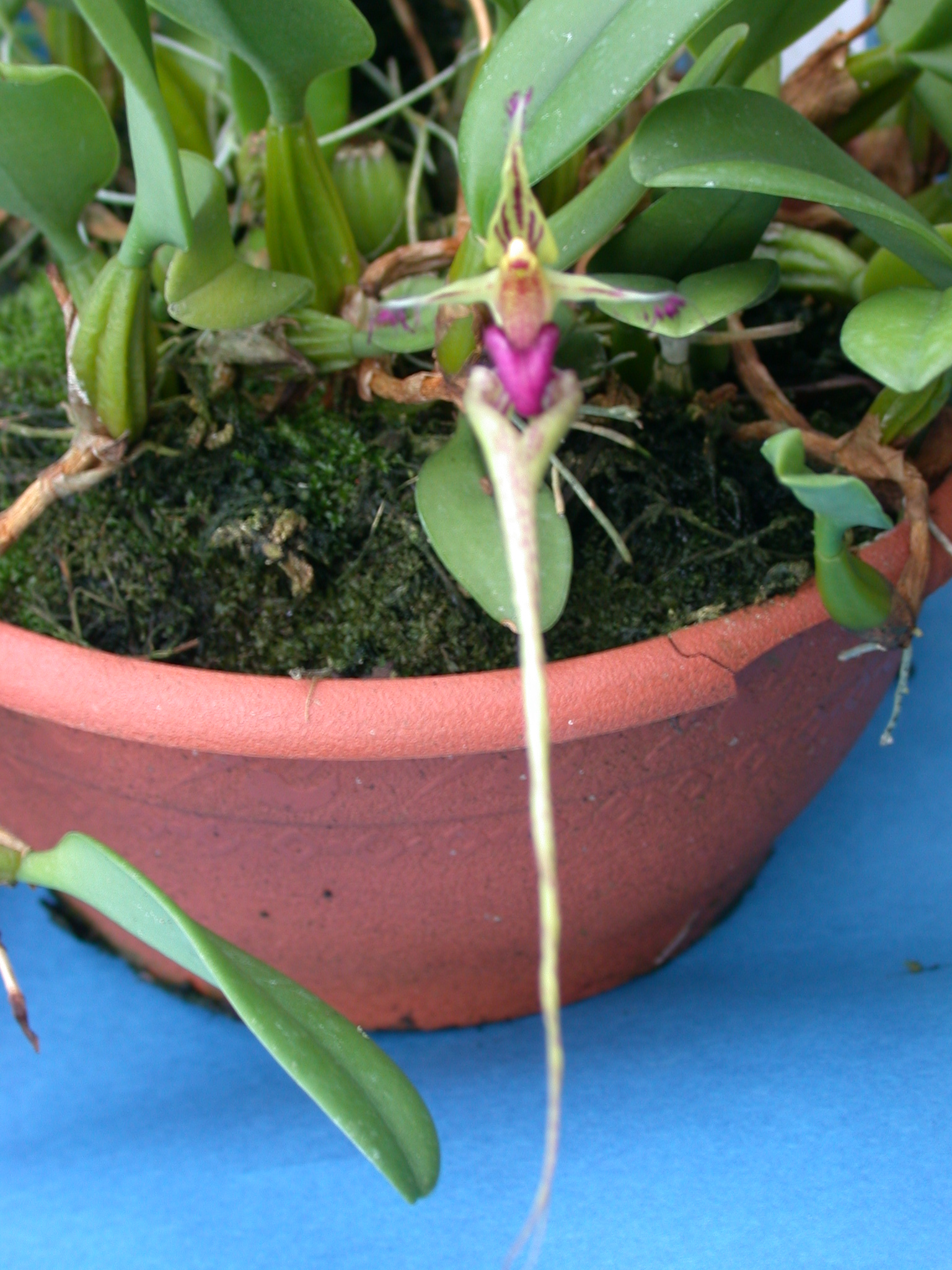
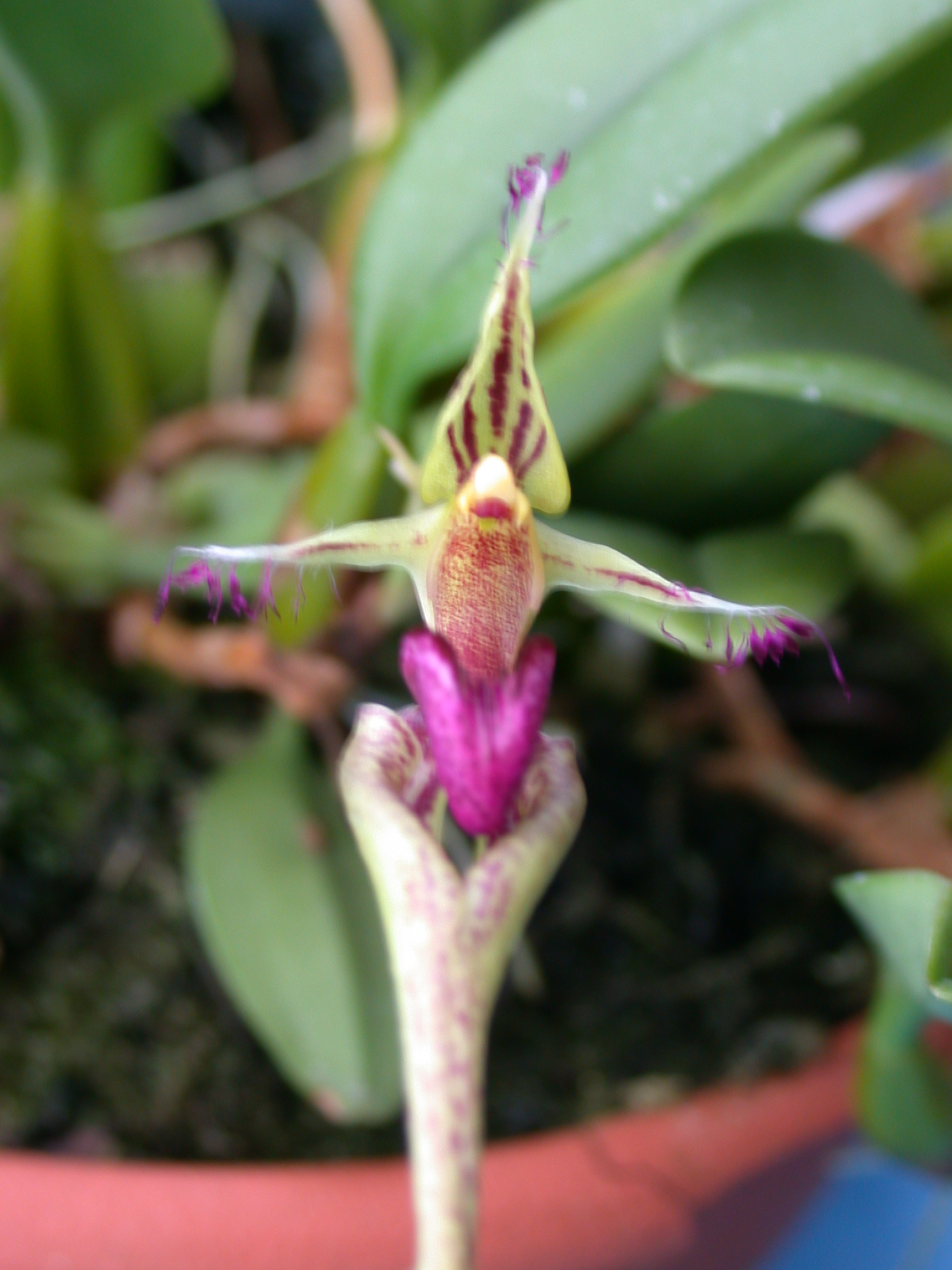